# جائزة أفضل لاعب كرة قدم في العالم 2000

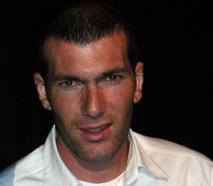

فاز بجائزة أفضل لاعب كرة قدم في العالم 2000 الفرنسي زين الدين زيدان.